# Ловоло (Виченца)
Ловоло је насеље у Италији у округу Виченца, региону Венето.
Према процени из 2011. у насељу је живело 203 становника. Насеље се налази на надморској висини од 16 м.